# Le Lion-d'Angers (ancienne commune)
Pour les articles homonymes, voir Lion (homonymie).
Le Lion-d'Angers est une ancienne commune française située dans le département de Maine-et-Loire, en région Pays de la Loire. 
Le 1er janvier 2016, elle fusionne avec sa voisine Andigné au sein de la commune nouvelle du Lion-d'Angers.

## Géographie

### Localisation

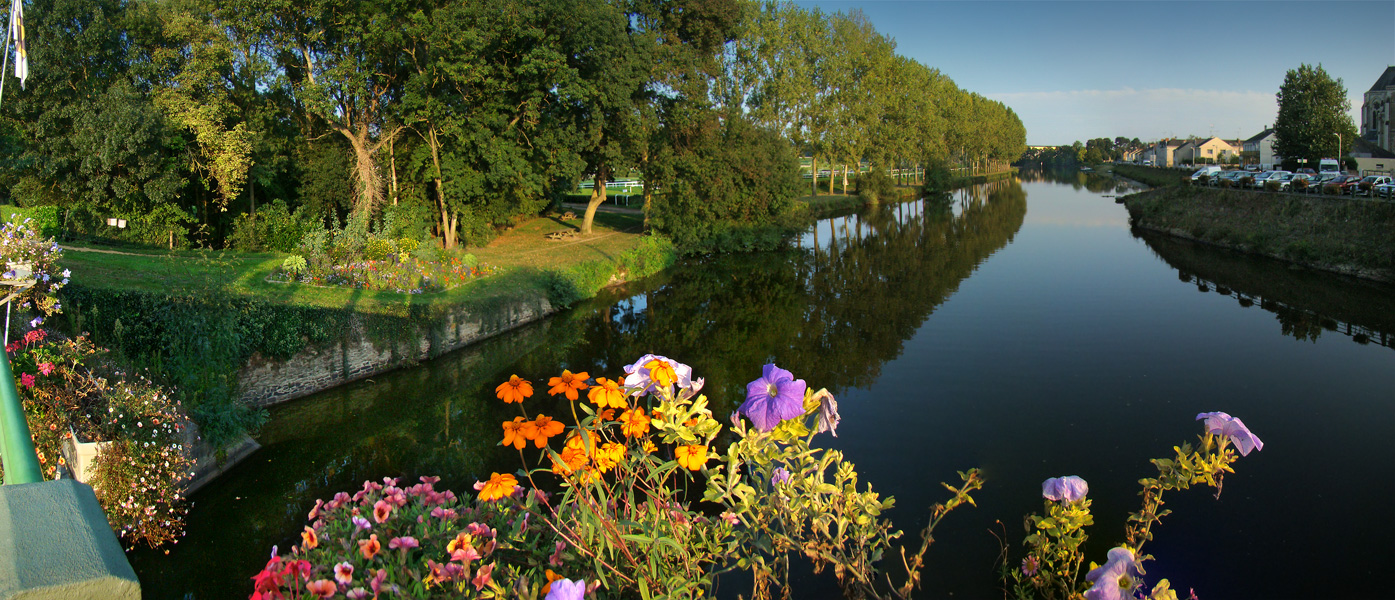
Coucher de soleil sur l'Oudon.

Le Lion-d'Angers est située à 25 km au nord-ouest d'Angers et à 15 km au sud-est de Segré.

### Hydrographie
La ville est traversée par l'Oudon qui sépare le bourg du parc de l'Isle-Briand avant de se jeter dans la Mayenne au lieu-dit du Bec d'Oudon.

### Voies de communication et transports
Le Lion-d'Angers est au croisement de la RN 162, de la RD 775 (ex-RN 163BIS) et de la RD 770 (ex-RN 770).

## Toponymie
L'origine du mot Lion dans le nom de la commune viendrait vraisemblablement de Légion. On rapporte qu'une légion romaine de César s'y serait établie à l'époque gallo-romaine. Plus tard, au Xe siècle, Le Lion-d'Angers a eu comme nom Legio, ce qui vient soutenir cette thèse.

## Histoire
Les seigneurs du Lion sont les mêmes que ceux de Candé, de Geoffroy Rorgon au XIe siècle jusqu'à Geoffroy VI de Châteaubriant (né vers 1237-† 1284). Le fils aîné de ce dernier, Geoffroy VII continue les seigneurs de Châteaubriant et de Candé (vers 1258-1301), alors que son cadet Jean des Roches-Baritaut (vers 1265-vers 1312) hérite du Lion-d'Angers. Il est le quadrisaïeul de Théaud de Châteaubriant des Roches-Baritaud (vers 1440-av. 1470), père de René († ap. 1492), lui-même père de Marie de Châteaubriant, dame du Lion, qui apporte la seigneurie à son mari Jean III de Chambes (1445-av. 1519), seigneur de Montsoreau.
Leur fils Philippe de Chambes de Montsoreau (1500-av. 1574) ou leur petit-fils Jean IV de Chambes (1530-1575 ; frère aîné de Charles et donc beau-frère de la fameuse dame de Monsoreau) vendent pour moins de 12 000 livres, le 16 janvier 1566, à René de Montbourcher († 1585 ; les Montbourcher possédaient entre autres terres Le Bois-Montbourcher à Chambellay, depuis 1530 environ). Sa fille Françoise de Montbourcher, dame du Lion, épouse 1° son lointain cousin, autre René de Montbourcher, sgr. du Bordage (vers 1515-1593) : d'où postérité, puis 2° Anne de Franquetot de Saint-Hélis. 
Au XVIIe siècle, Le Lion-d'Angers reste aux mains de la famille de Montbourcher du Bordage. Puis on trouve Jacques-René de Girard de Charnacé, sieur du Bois-Montbourcher, comme seigneur du Lion en 1716 (vers 1711, les Girard de Charnacé acquièrent, sur les Montbourcher, le Bois-Montbourcher, et sans doute aussi la terre du Lion d'Angers. Son fils Charles-François de Girard, marquis de Charnacé, bisaïeul de Guy, est aussi sgr. du Lion, de Changé et du Plessis-Malineau.
En juin 1940, le 4e Groupe Franc Motorisé de Cavalerie, commandé par le capitaine François Huet, livra au Lion-d'Angers un courageux combat de retardement, sous de forts bombardements aériens.
En août 1944, deux trains transportant des prisonniers de Rennes vers l'Allemagne ont été assemblés au Lion-d'Angers pour former un seul convoi : le Train de Langeais.
Le 1er janvier 2016, Le Lion-d'Angers fusionne avec la commune voisine d'Andigné. Le chef-lieu de la commune nouvelle est fixé au Lion-d'Angers.

## Politique et administration

### Autres circonscriptions
Jusqu'en 2014, Le Lion-d'Angers est chef-lieu du canton du Lion-d'Angers, et fait partie de l'arrondissement de Segré. Ce canton compte alors quinze communes. C'est l'un des quarante-et-un cantons que compte le département ; circonscriptions électorales servant à l'élection des conseillers généraux, membres du conseil général du département. Dans le cadre de la réforme territoriale, un nouveau découpage territorial pour le département de Maine-et-Loire est défini par le décret du 26 février 2014. La commune est alors rattachée au canton de Tiercé, avec une entrée en vigueur au renouvellement des assemblées départementales de 2015.

### Jumelages
La commune est jumelée avec :
- Wiveliscombe (Angleterre) ;
- Bad Buchau (Allemagne) ;
- Nivnice (Tchéquie).

## Population et société

### Évolution démographique
L'évolution du nombre d'habitants est connue à travers les recensements de la population effectués dans la commune depuis 1793. À partir du 1er janvier 2009, les populations légales des communes sont publiées annuellement dans le cadre d'un recensement qui repose désormais sur une collecte d'information annuelle, concernant successivement tous les territoires communaux au cours d'une période de cinq ans. 
Pour les communes de moins de 10 000 habitants, une enquête de recensement portant sur toute la population est réalisée tous les cinq ans, les populations légales des années intermédiaires étant quant à elles estimées par interpolation ou extrapolation. Pour la commune, le premier recensement exhaustif entrant dans le cadre du nouveau dispositif a été réalisé en 2004,.
En 2013, la commune comptait 4 077 habitants, en évolution de +11,48 % par rapport à 2008 (Maine-et-Loire : +3,3 %, France hors Mayotte : +2,49 %).
| 1793  | 1800  | 1806  | 1821  | 1831  | 1836  | 1841  | 1846  | 1851  |
| ----- | ----- | ----- | ----- | ----- | ----- | ----- | ----- | ----- |
| 2 162 | 1 728 | 2 252 | 2 201 | 2 629 | 2 670 | 2 732 | 2 832 | 2 760 |

| 1856  | 1861  | 1866  | 1872  | 1876  | 1881  | 1886  | 1891  | 1896  |
| ----- | ----- | ----- | ----- | ----- | ----- | ----- | ----- | ----- |
| 2 718 | 2 749 | 2 752 | 2 708 | 2 672 | 2 661 | 2 623 | 2 512 | 2 535 |

| 1901  | 1906  | 1911  | 1921  | 1926  | 1931  | 1936  | 1946  | 1954  |
| ----- | ----- | ----- | ----- | ----- | ----- | ----- | ----- | ----- |
| 2 524 | 2 537 | 2 518 | 2 475 | 2 504 | 2 261 | 2 167 | 2 183 | 2 132 |

| 1962  | 1968  | 1975  | 1982  | 1990  | 1999  | 2004  | 2009  | 2013  |
| ----- | ----- | ----- | ----- | ----- | ----- | ----- | ----- | ----- |
| 2 226 | 2 215 | 2 327 | 2 709 | 3 095 | 3 347 | 3 583 | 3 638 | 4 077 |

### Pyramide des âges en 2008
La population de la commune est relativement âgée. Le taux de personnes d'un âge supérieur à 60 ans (22,9 %) est en effet supérieur au taux national (21,8 %) et au taux départemental (21,4 %).
À l'instar des répartitions nationale et départementale, la population féminine de la commune est supérieure à la population masculine. Le taux (50,8 %) est du même ordre de grandeur que le taux national (51,9 %).
La répartition de la population de la commune par tranches d'âge est, en 2008, la suivante :
- 49,2 % d’hommes (0 à 14 ans = 22,1 %, 15 à 29 ans = 19,3 %, 30 à 44 ans = 19,9 %, 45 à 59 ans = 19,4 %, plus de 60 ans = 19,3 %) ;
- 50,8 % de femmes (0 à 14 ans = 18,8 %, 15 à 29 ans = 18 %, 30 à 44 ans = 18,2 %, 45 à 59 ans = 18,6 %, plus de 60 ans = 26,4 %).

| Hommes | Classe d’âge | Femmes |
| ------ | ------------ | ------ |
| 0,6    | 90 ans ou +  | 2,0    |
| 7,7    | 75 à 89 ans  | 11,4   |
| 11,0   | 60 à 74 ans  | 13,0   |
| 19,4   | 45 à 59 ans  | 18,6   |
| 19,9   | 30 à 44 ans  | 18,2   |
| 19,3   | 15 à 29 ans  | 18,0   |
| 22,1   | 0 à 14 ans   | 18,8   |

| Hommes | Classe d’âge | Femmes |
| ------ | ------------ | ------ |
| 0,4    | 90 ans ou +  | 1,1    |
| 6,3    | 75 à 89 ans  | 9,5    |
| 12,1   | 60 à 74 ans  | 13,1   |
| 20,0   | 45 à 59 ans  | 19,4   |
| 20,3   | 30 à 44 ans  | 19,3   |
| 20,2   | 15 à 29 ans  | 18,9   |
| 20,7   | 0 à 14 ans   | 18,7   |

### Vie locale
Le Lion-d'Angers possède trois fleurs au palmarès 2007 du concours des villes et villages fleuris.

### Enseignement
Les établissements éducatifs de la commune relèvent de l'académie de Nantes qui évolue sous la supervision de l'Inspection académique de Maine-et-Loire.
La commune du Lion-d'Angers compte deux établissements du premier degré :
- école maternelle et primaire publique Edmond-Girard ;
- école maternelle et primaire privée Sainte-Claire.

Deux collèges (établissements du second degré) sont également présents au Lion-d'Angers :
- collège public du Val-d'Oudon ;
- collège privé François-d'Assise.

### Secours
Le Lion-d'Angers dispose d'un centre de secours permettant l'intervention des équipes de secours sur une dizaine de communes avoisinantes. Il fait partie du groupement territorial Nord-Segréen. Il est composé de quarante-six Sapeurs-pompiers volontaires assurant des astreintes opérationnelles sur l'ensemble de l'année.
Le centre de secours du Lion-d'Angers dispose de 8 véhicules (VLCG, VLHR, FPTSR, VSAV, VTU, CCF, CCGC, EPSA) permettant d'intervenir dans les situations de secours les plus variées.
| Périodes | Périodes | Chefs de centre successifs       |
| 2014     | 2015     | Adjudant-chef Patrick Galon      |
| 2009     | 2014     | Lieutenant Christophe Scholl     |
| 2006     | 2009     | Lieutenant Jean-Christophe Robin |
|          | 2006     | Major Jean-Louis Beschus         |

### Activités hippiques
C'est au Lion-d'Angers que trouve l'hippodrome de l'Isle-Briand qui accueille des courses hippiques tout au long de l'année dont, notamment, des courses pour le PMU.
Le Haras national de l'Isle Briand abrite aussi l'un des haras nationaux.
Chaque année, dans cette ville, est organisée une compétition comptant pour les Championnats du monde de Concours complet des chevaux de 6 et 7 ans.

## Économie
Sur 316 établissements présents sur la commune à fin 2010, 21 % relèvent du secteur de l'agriculture (pour une moyenne de 17 % sur le département), 6 % du secteur de l'industrie, 7 % du secteur de la construction, 47 % de celui du commerce et des services et 19 % du secteur de l'administration et de la santé. Cinq ans plus tard, en 2015, sur les 373 établissements présents, 15 % relèvent du secteur de l'agriculture (pour une moyenne de 11 % sur le département), 6 % du secteur de l'industrie, 10 % de celui de la construction, 51 % du secteur du commerce et des services et 18 % de celui de l'administration et de la santé.

## Culture locale et patrimoine

### Lieux et monuments

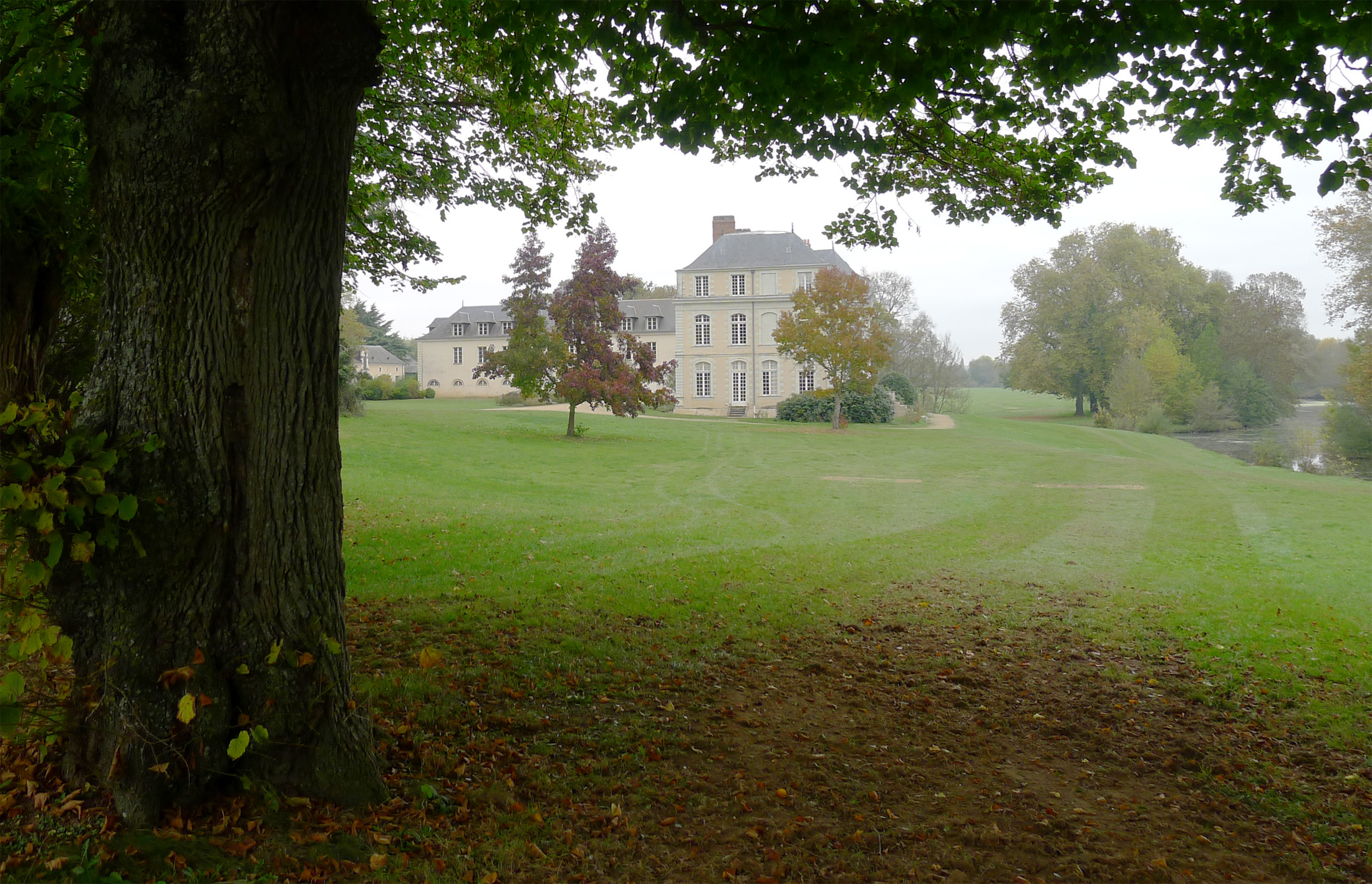
Haras national du Lion-d'Angers.

La commune abrite quatre monuments historiques :
- Église Saint-Martin du XIe siècle, classée et inscrite monument historique par arrêté du 14 mai 1980[19]. Peintures murales du XVIe siècle. En 1918, la foudre détruit son clocher, reconstruit à l'identique en 1997 ;
- Ensemble mégalithique, inscrit par arrêté du 24 juin 1976[20] ;
- Logis du Lion-d'Angers, inscrit par arrêté du 29 juillet 1986[21] ;
- Manoir Les Vents, inscrit par arrêté du 30 novembre 1972[22].

À noter également :
- Haras national de l'Isle Briand, qui reçoit le mondial du Lion-d'Angers, concours complet d'équitation.

### Personnalités liées à la commune
- Louis-Jules-François-Joseph d'Andigné de Mayneuf (1756-1822), éveque de Nantes (1817-1822), né au Lion-d'Angers ;
- Pierre-Mathurin Mercier la Vendée (1774-1801), militaire, né au Lion-d'Angers ;
- Sœur Gertrude-Marie (1870-1908), religieuse et mystique, née Anne Marie Bernier au Lion-d'Angers ;
- Paul Louis Joseph Delhumeau (1888-1945)[23], né au Lion-d'Angers, Curé de Tiercé 1933-35, de Segré 1935-45, dans la Grande Guerre : cité à l'Ordre du régiment n°118, croix de guerre, étoile de bronze.